# Castellammare del Golfo
Castellammare del Golfo (nom històric en català Castellamar, en sicilià Casteddammari, en italià Castellammare del Golfo) és un municipi italià, dins de la província de Trapani. L'any 2007 tenia 14.908 habitants. Limita amb els municipis d'Alcamo, Buseto Palizzolo, Calatafimi Segesta, Custonaci, San Vito Lo Capo i Balestrate.

## Administració
| Període | Identitat        | Partit      |
| ------- | ---------------- | ----------- |
| 2008-   | Marzio Bresciani | Centredreta |

## Personatges il·lustres
- Piersanti Mattarella, president sicilià assassinat per la màfia el 1980.

## Galeria d'imatges

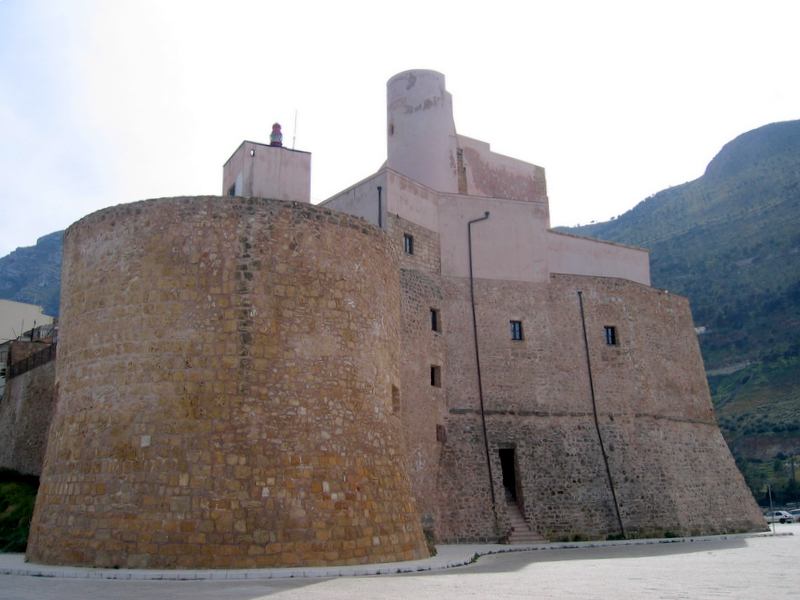
El castell
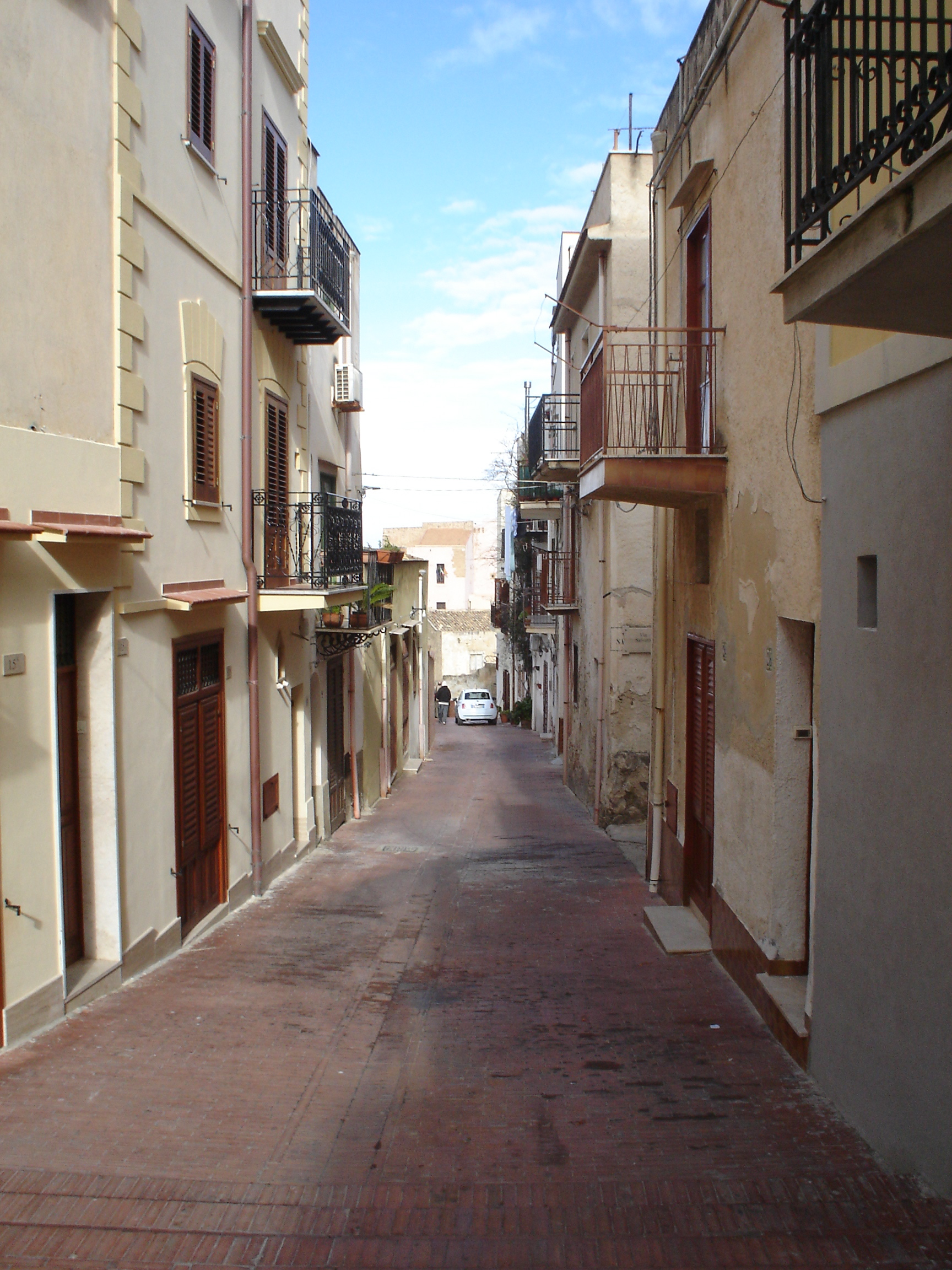
Carrer al castell
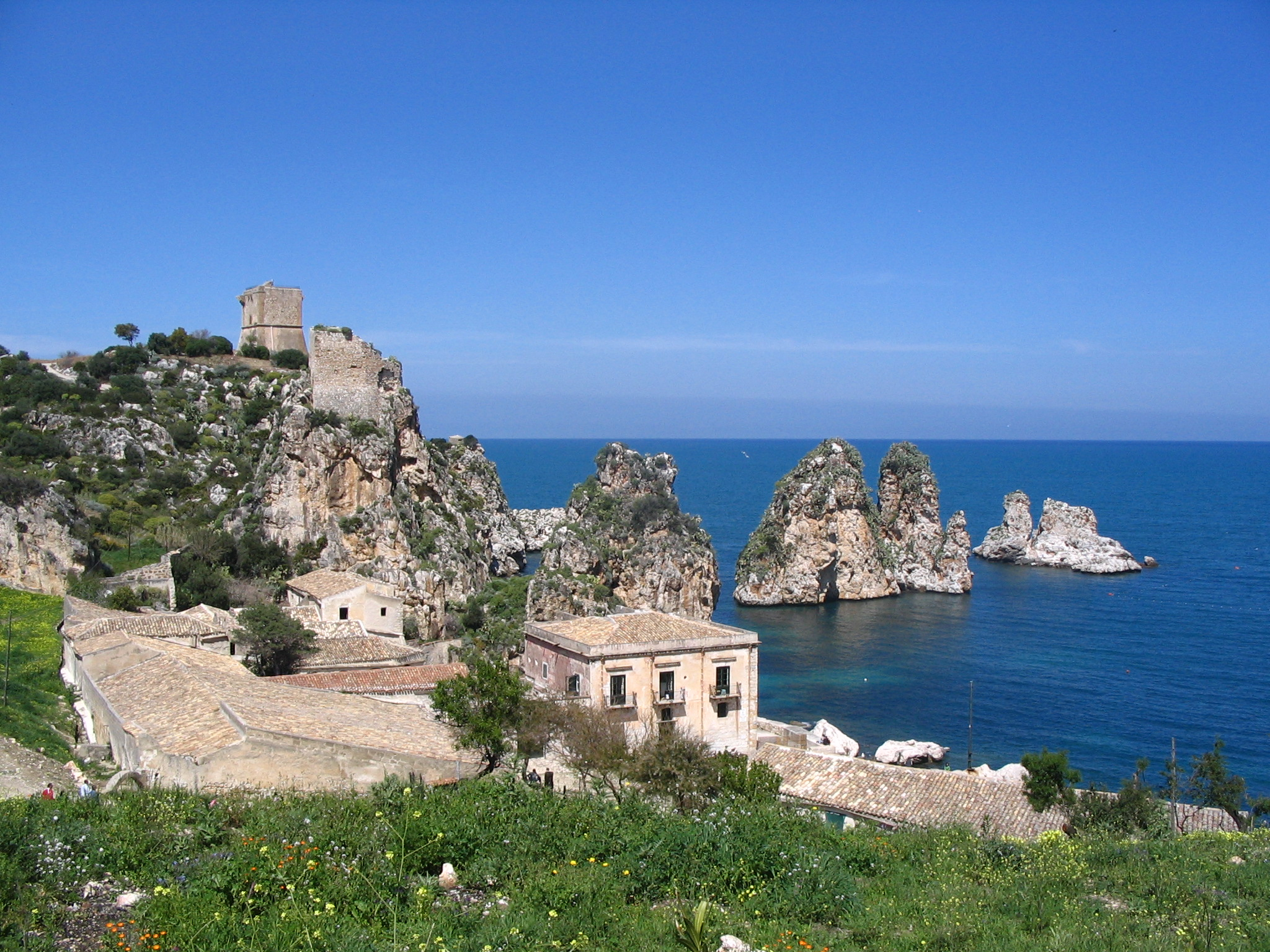
Scopello